# Cristiano da Silva
Cristiano da Silva, oder einfach Cristiano (* 12. Januar 1987 in Campo Mourão) ist ein brasilianischer Fußballspieler.

## Karriere

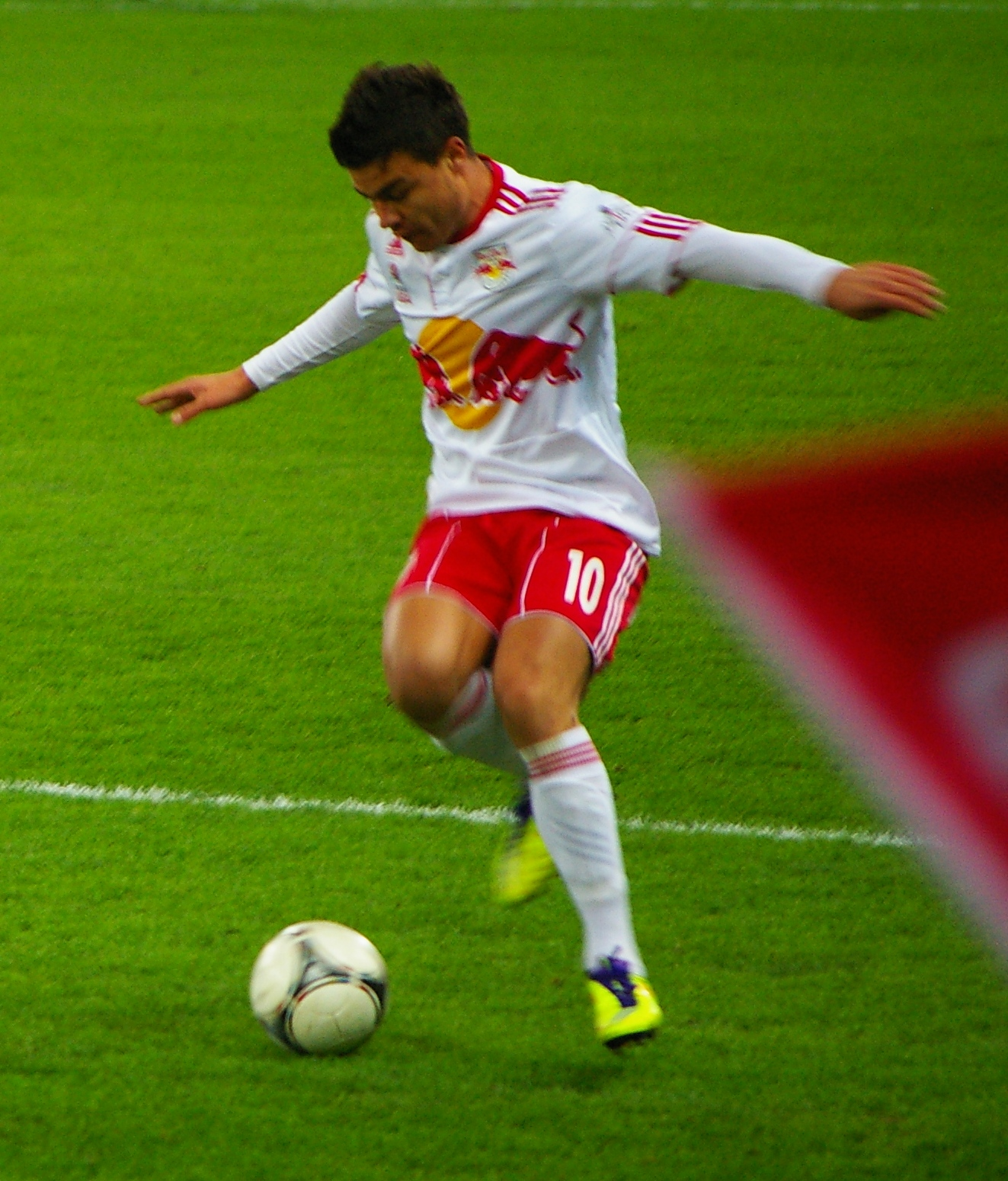
Cristiano in Aktion

Cristiano da Silva begann bei Adap Galo mit dem Vereinsfußball und unterzeichnete 2005 seinen ersten Profivertrag bei Coritiba FC. Über verschiedene Stationen kam er 2009 zu CA Metropolitano und wurde von dort an Chapecoense und EC Juventude verliehen. Im Oktober 2011 absolvierte er ein Probetraining beim FC Red Bull Salzburg und konnte dabei Trainer Ricardo Moniz überzeugen. Für eine Ablöse von 1 Million Euro wechselte er Anfang Dezember 2011 zu den Salzburgern und unterschrieb einen Vertrag bis Sommer 2015 mit Option auf ein weiteres Jahr. Bei den Salzburgern trägt er die Nummer 10 und soll den Part als Spielmacher übernehmen.
Seine erste Saison bei Salzburg beendete Cristiano mit 15 Einsätzen und drei Toren für die Mozartstädter. Sein erstes Tor gelang ihm am vorletzten Spieltag der Saison, beim 5:1-Auswärtssieg gegen SC Wiener Neustadt. Und eine Runde später schoss er beide Tore beim 2:0-Heimsieg gegen FC Admira Wacker Mödling, gleichzeitig wurde er zum ersten Mal Meister mit einer Mannschaft, sowie Cupsieger. Im September 2012 wurde er von seinem Verein RB Salzburg suspendiert und an das Farmteam des Vereines, den FC Liefering, weitergegeben. Am 1. Jänner 2013 wurde er für ein Jahr an einen japanischen Verein der J. League Division 2, den Tochigi SC, ausgeliehen. Nach Ablauf der Leihe blieb Cristiano in Japan und spielte 2014 für den Erstligisten Ventforet Kofu. Zu Beginn der Saison 2015 wechselte er auf Leihbasis zum Ligakonkurrenten Kashiwa Reysol. Nach der Ausleihe kehrte er im Dezember 2015 nach Kofu zurück. Im Juni 2016 wechselte Cristiano zu Kashiwa Reysol. Ende 2018 musste er mit Kashiwa den Weg in die Zweitklassigkeit antreten. Im darauffolgenden Jahr wurde er mit dem Club Meister der zweiten Liga und stieg direkt wieder in die erste Liga auf. Nach insgesamt 169 Ligaspielen wechselte er im Januar 2022 in die zweite Liga. Hier schloss er sich in	Nagasaki dem V-Varen Nagasaki am.

## Erfolge
FC Red Bull Salzburg
- Bundesliga (Österreich): 2012
- ÖFB-Cup: 2012

Kashiwa Reysol
- Japanischer Zweitligameister:  2019  ▲